# Drengen fra Pinkstone
Drengen fra Pinkstone er en amerikansk stumfilm fra 1921 af B. Reeves Eason.

## Medvirkende
- B. Reeves Eason Jr. som Patches
- Fred Herzog som Whiskers
- Lee Shumway som John Wellborn
- Molly Shafer som Mrs. Lane
- Gertrude Olmstead som Sally